# Зелені криниці
«Зе́лені крини́ці» — гідрологічний заказник місцевого значення, розташований на території Левківської сільської ради Погребищенського району Вінницької області. Тут у балці Дубина вода трьох джерел дає початок річці Рось.

## Опис
У 1970-х рр. у місці витоку Росі був споруджений комплекс споруд та створений гідрологічний заказник місцевого значення, що має назву «Зелені криниці». Заказник являє собою обводнене високотравне болото з переважанням рогозу широколистого, що утворює тут густі й високі зарості. У флорі заказника представлені типові болотні види, осока омська, несправжньосмикавцева, струнка; вех широколистий, омег водяний, калюжниця болотна, калюжниця рогата, чистець болотний,  водяний перець, валеріана висока та інші.
В ставку водяться характерні для Вінницької області види риб: карась сріблястий, окунь звичайний, короп, плітка, краснопірка.
Доглядові роботи за заказником не проводилися тривалий час, що призвело до замулення джерел та руйнування гідротехнічних споруд. Тому, на даний час гідрологічний заказник знаходиться у занедбаному стані.
4 липня 2018 року за сприяння Вінницької ОДА, Вінницької та Погребищенської РДА, органів місцевого самоврядування Погребищенського району спільно з керівництвом басейнового управління водних ресурсів річки Рось відбулась нарада. За результатами зустрічі було вирішено розпочати роботи щодо відродження витоку річки Рось та реконструкції гідротехнічних споруд на території заказника. На реалізацію зазначеного комплексу заходів спеціальними програмами передбачено витратити значні кошти обласного та місцевих бюджетів.

## Галерея

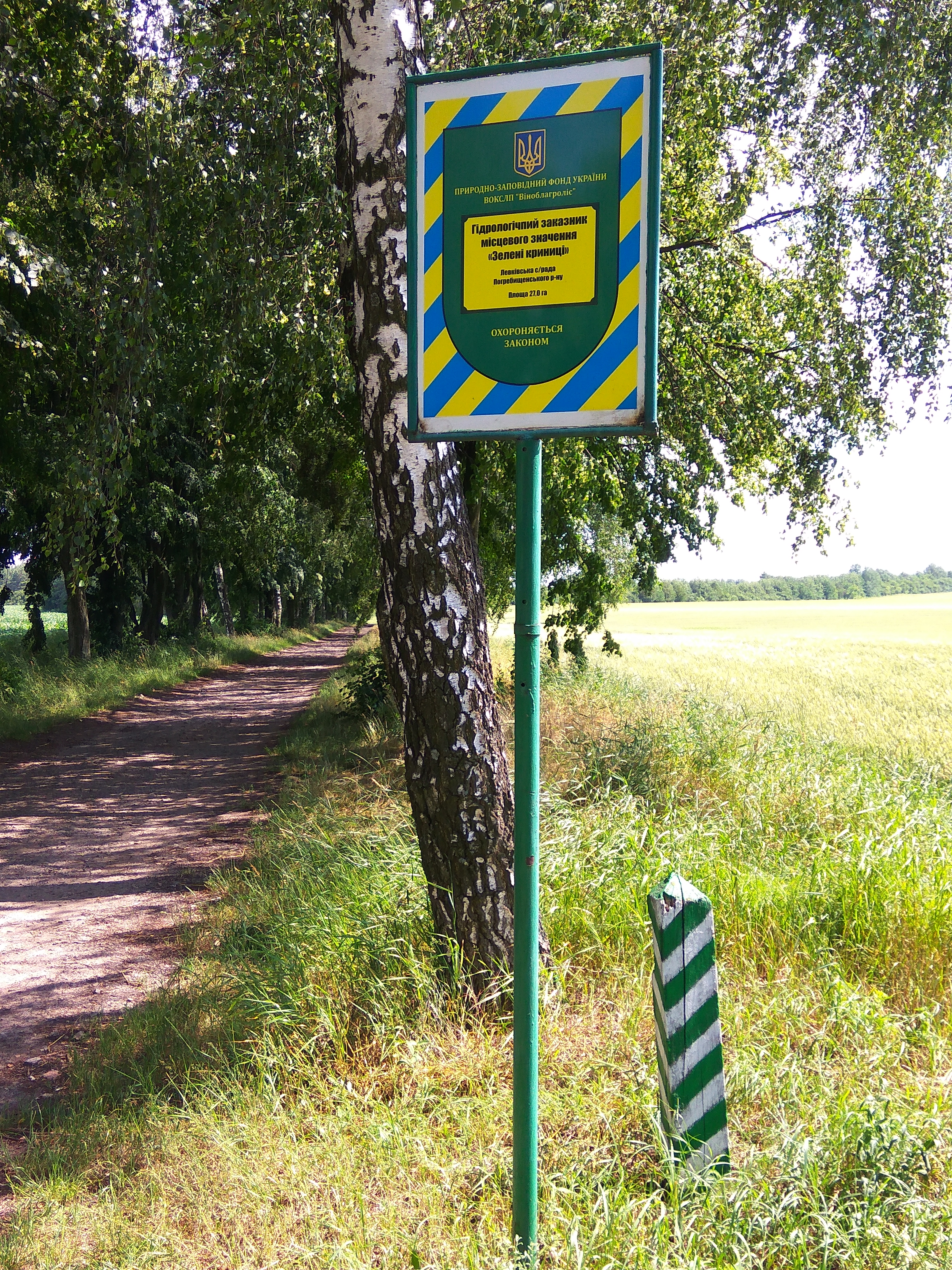
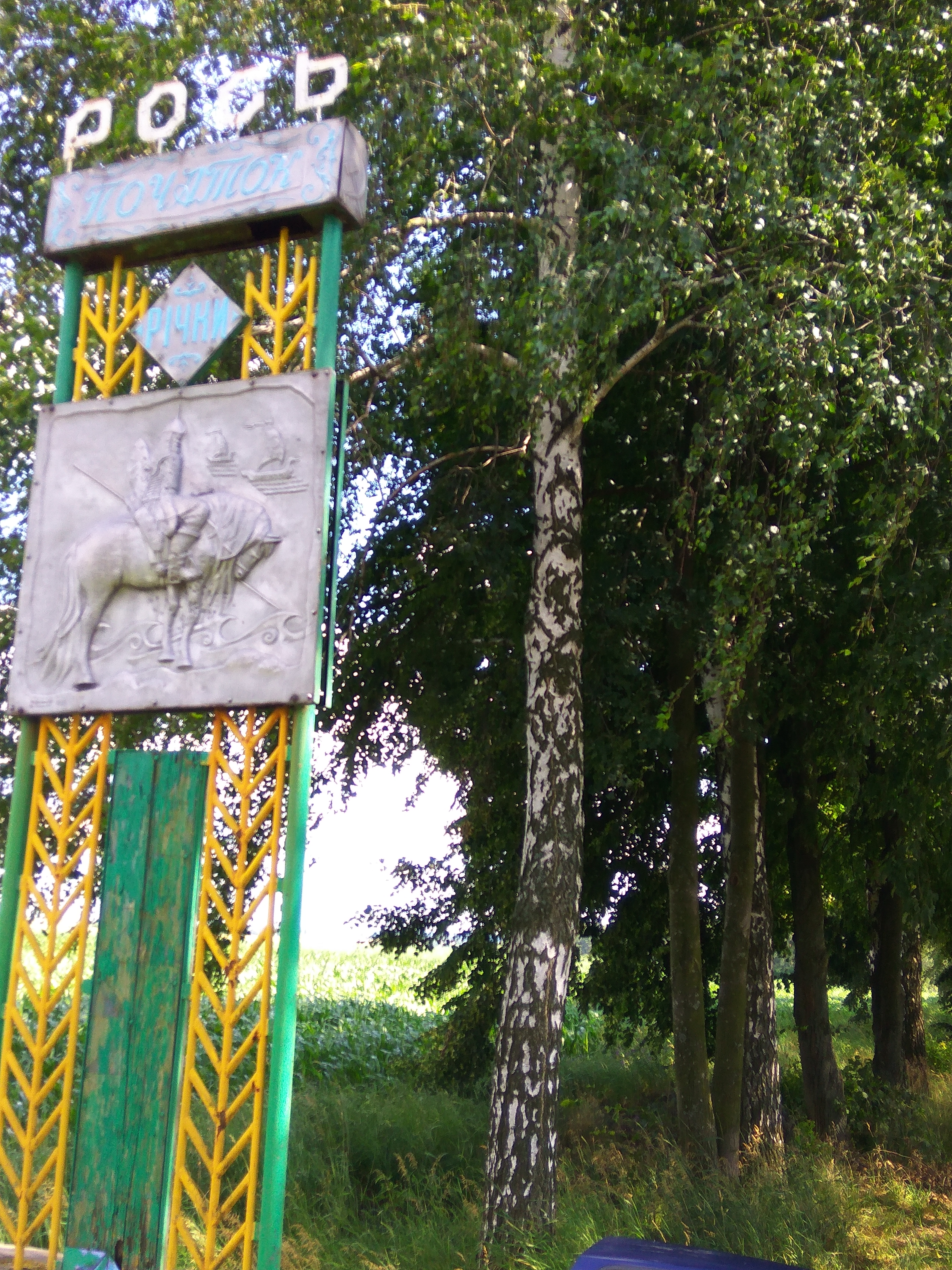
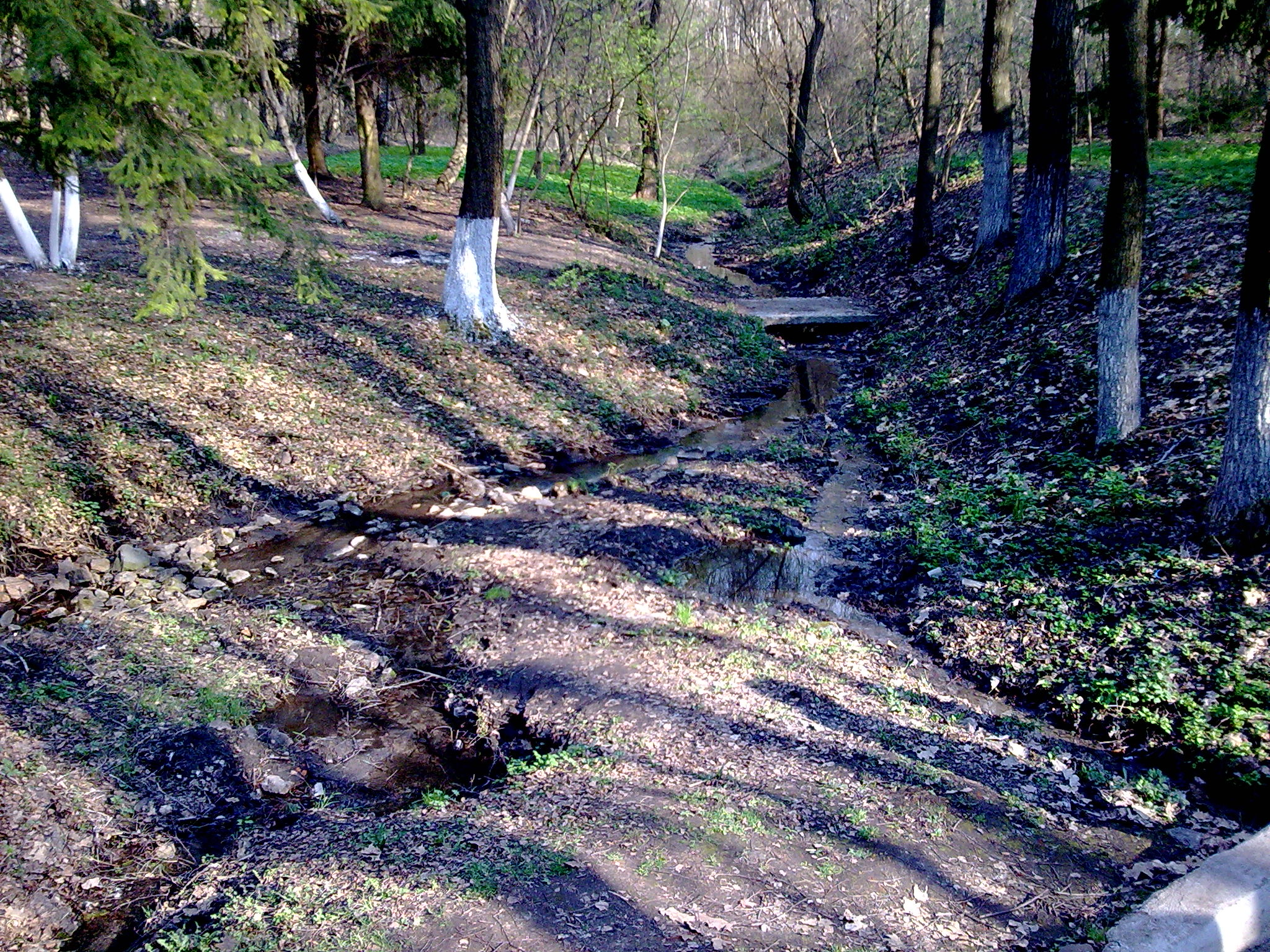
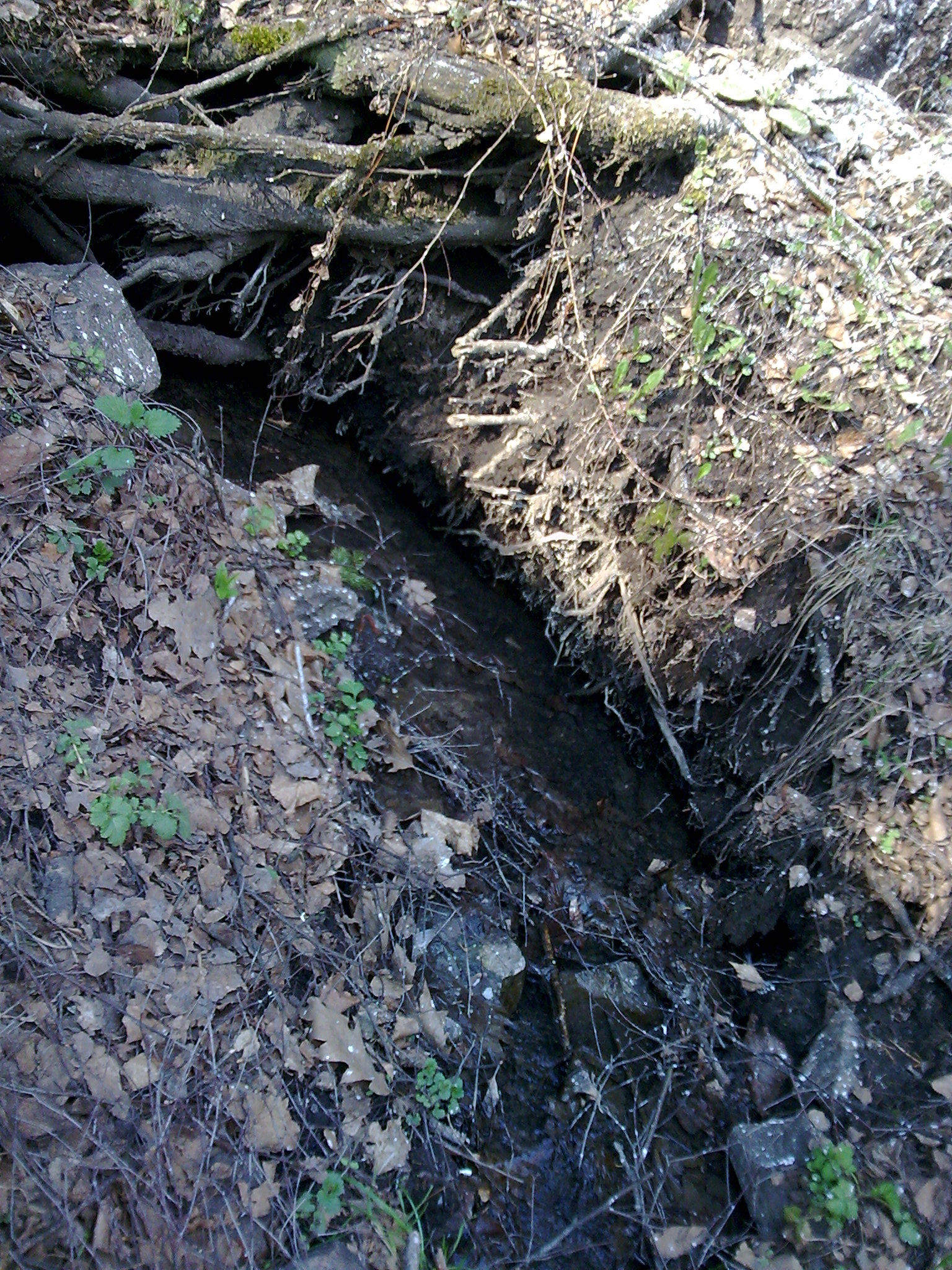
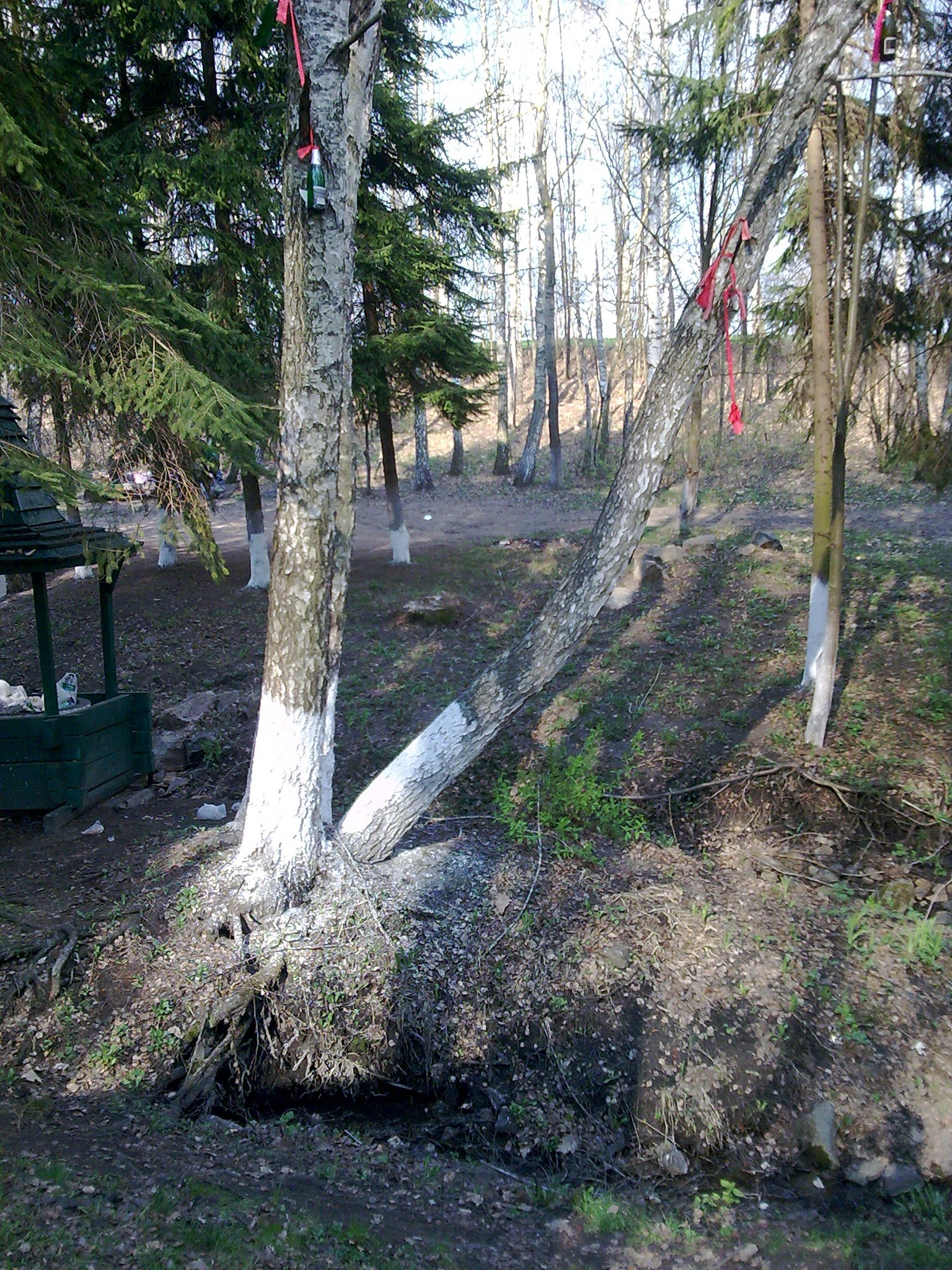
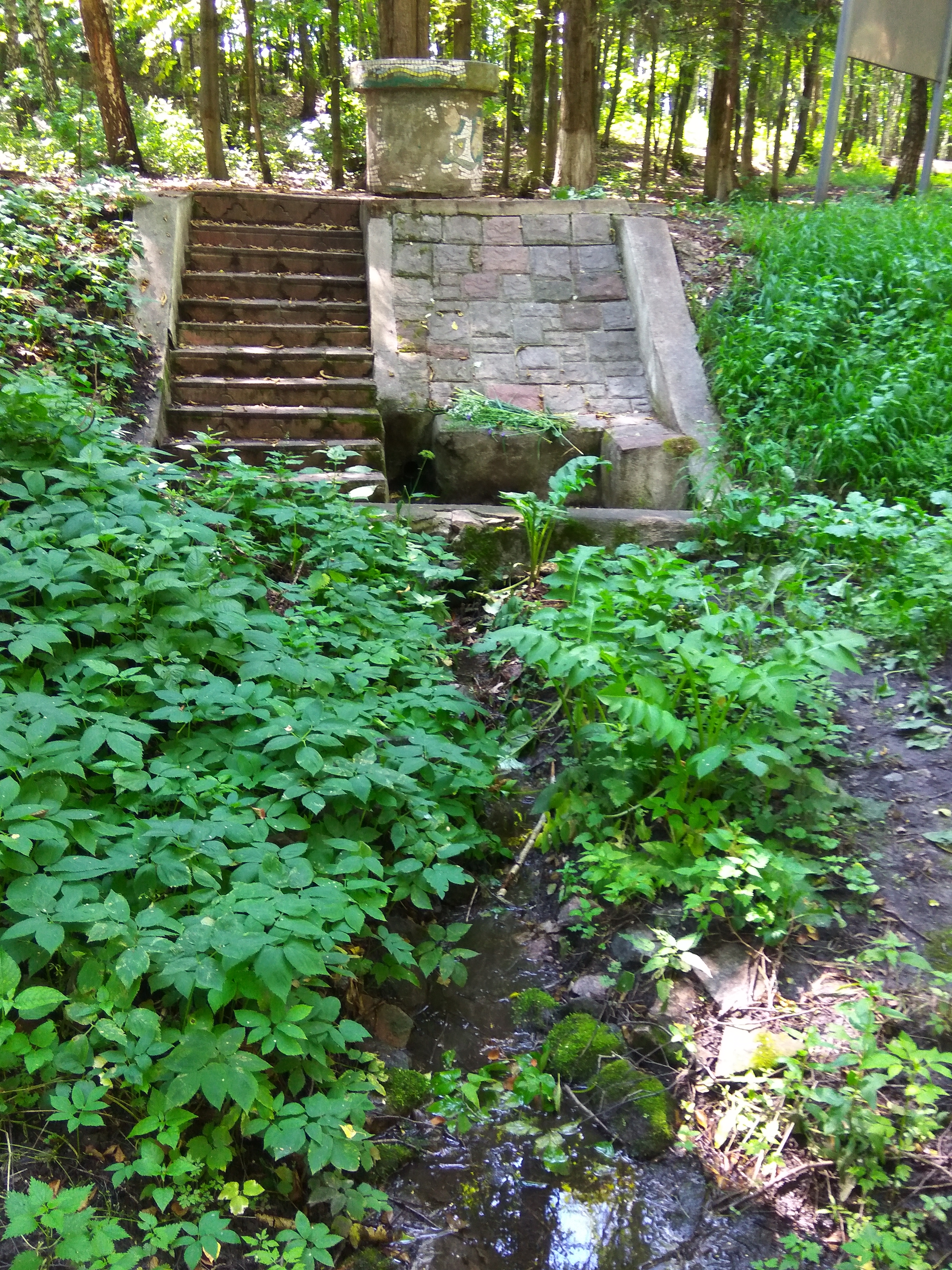
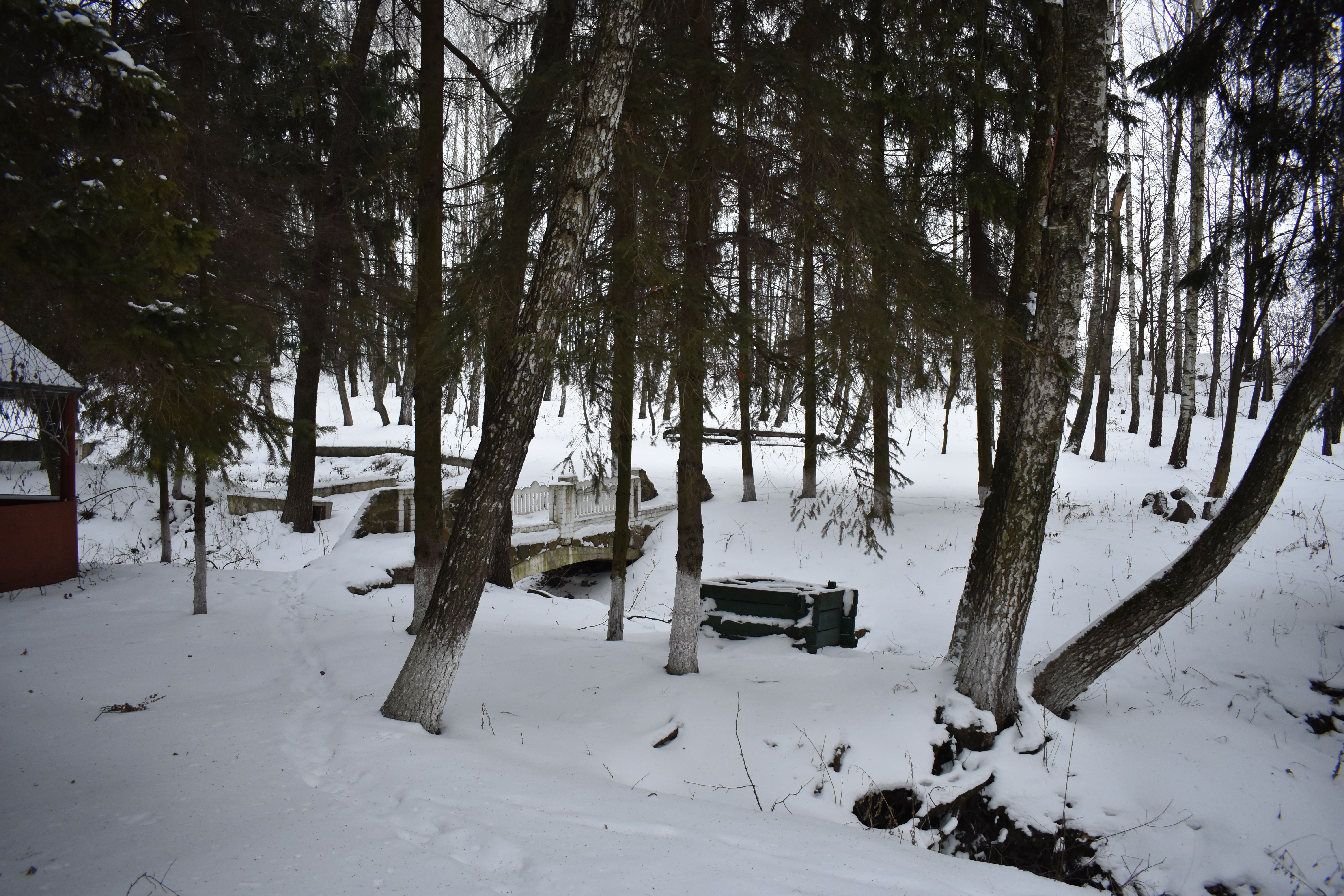
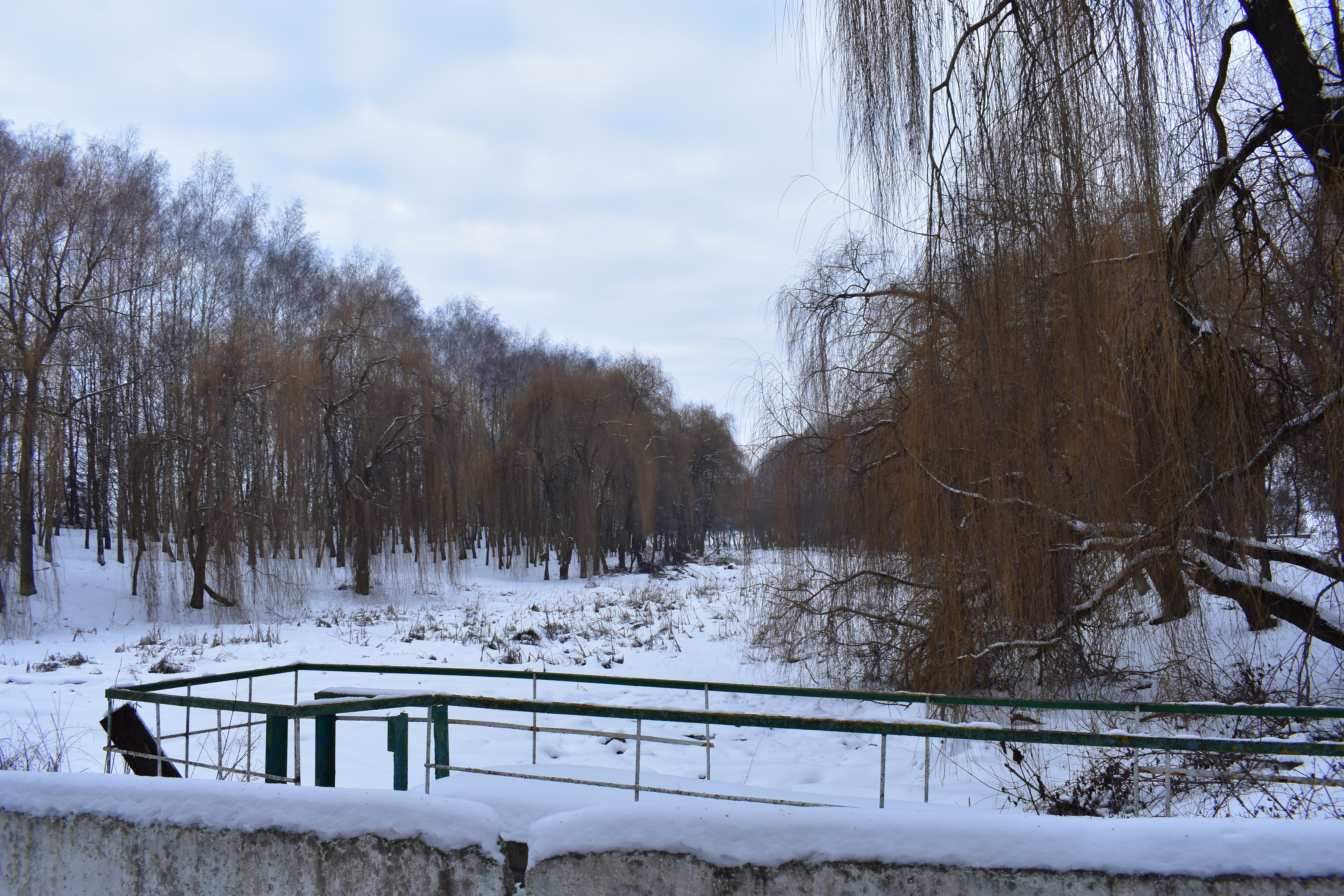
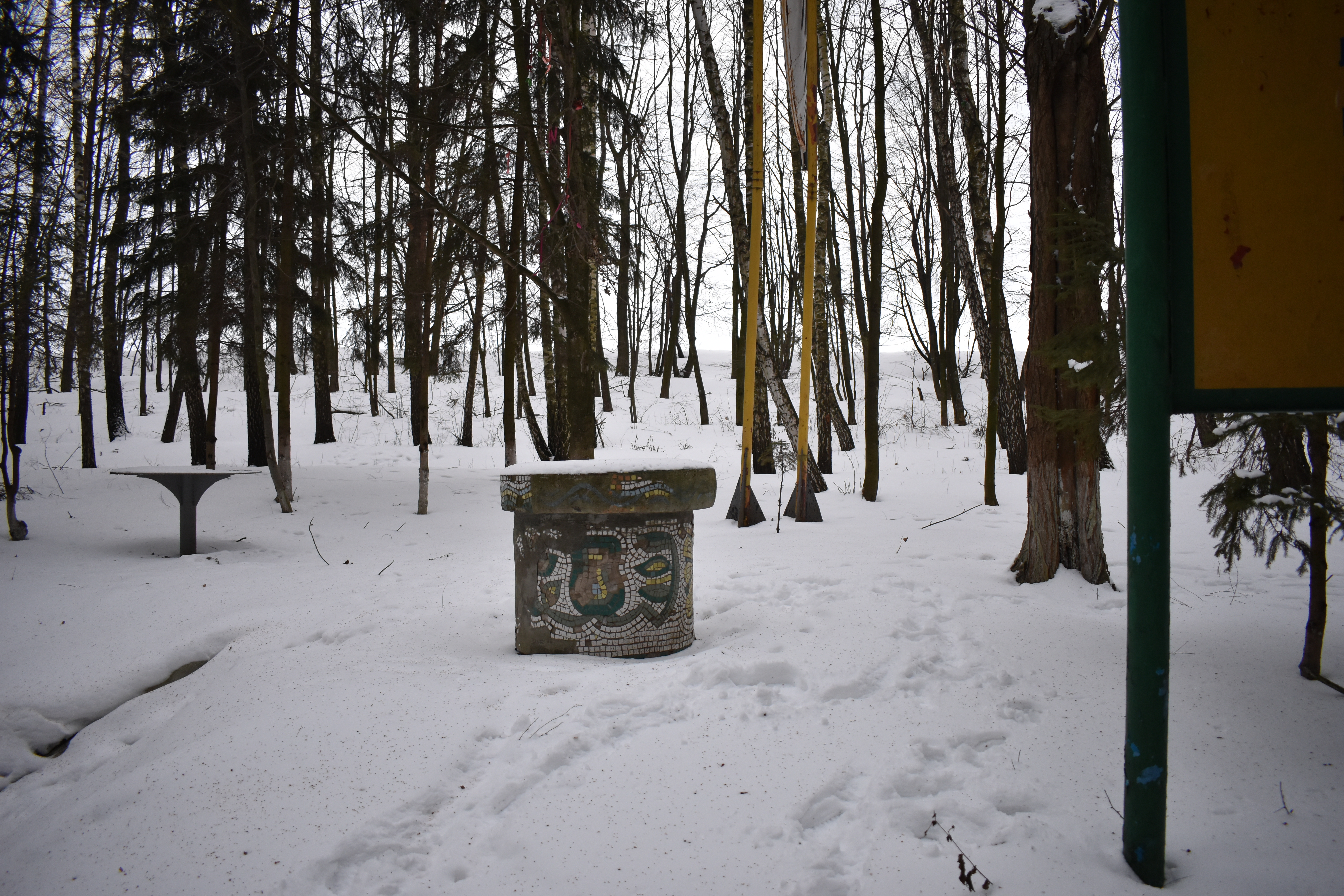
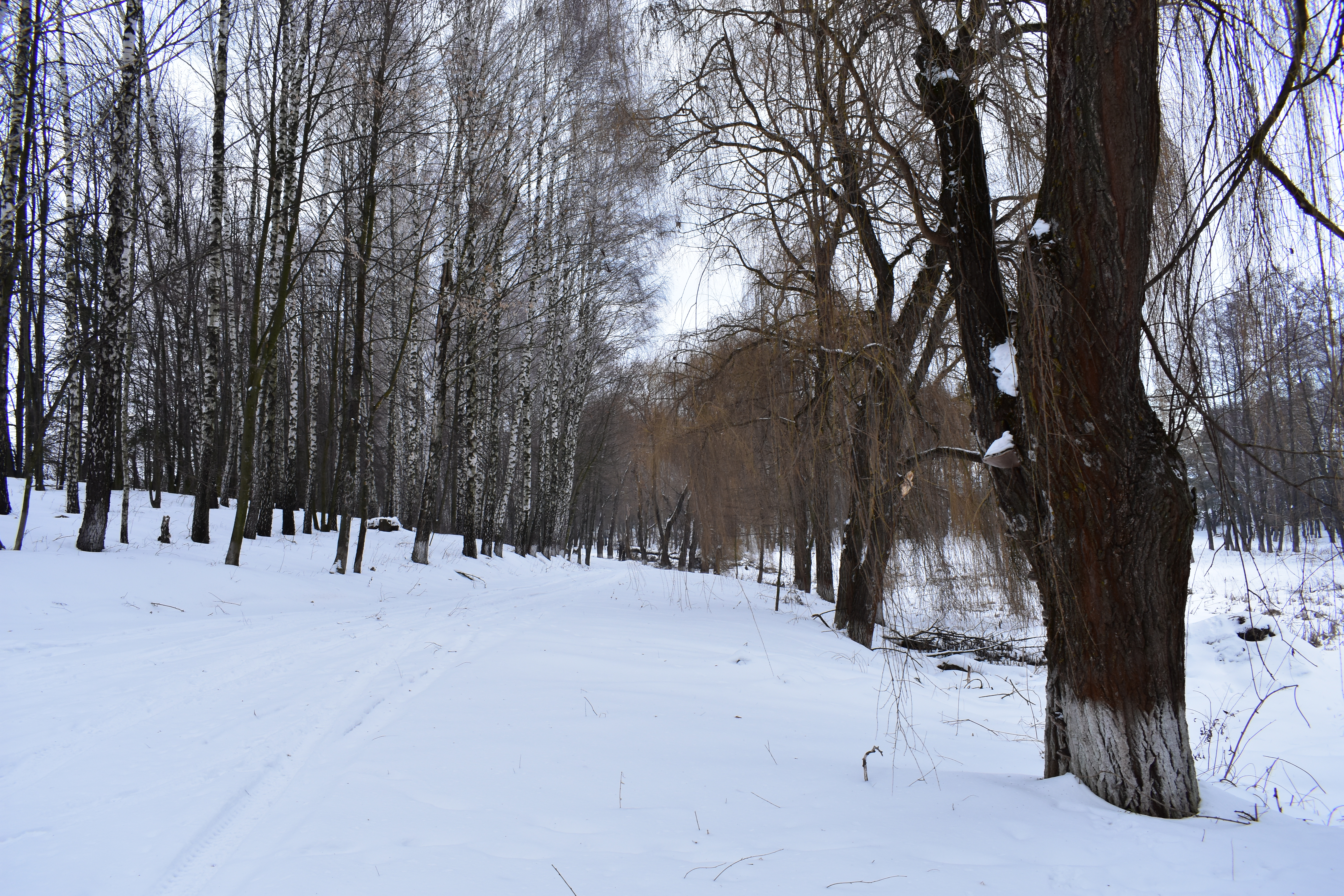